# Pollia condensata
Pollia condensata C.B.Clarke, è una pianta erbacea perenne con steli stoloniferi e frutti duri, secchi, lucidi, rotondi, di colore blu metallico appartenente alla famiglia delle Commelinaceae. Si trova nelle regioni boschive dell'Africa. Il colore blu del frutto, creato dalla colorazione strutturale, è il più intenso tra tutti i materiali biologici conosciuti.

## Descrizione

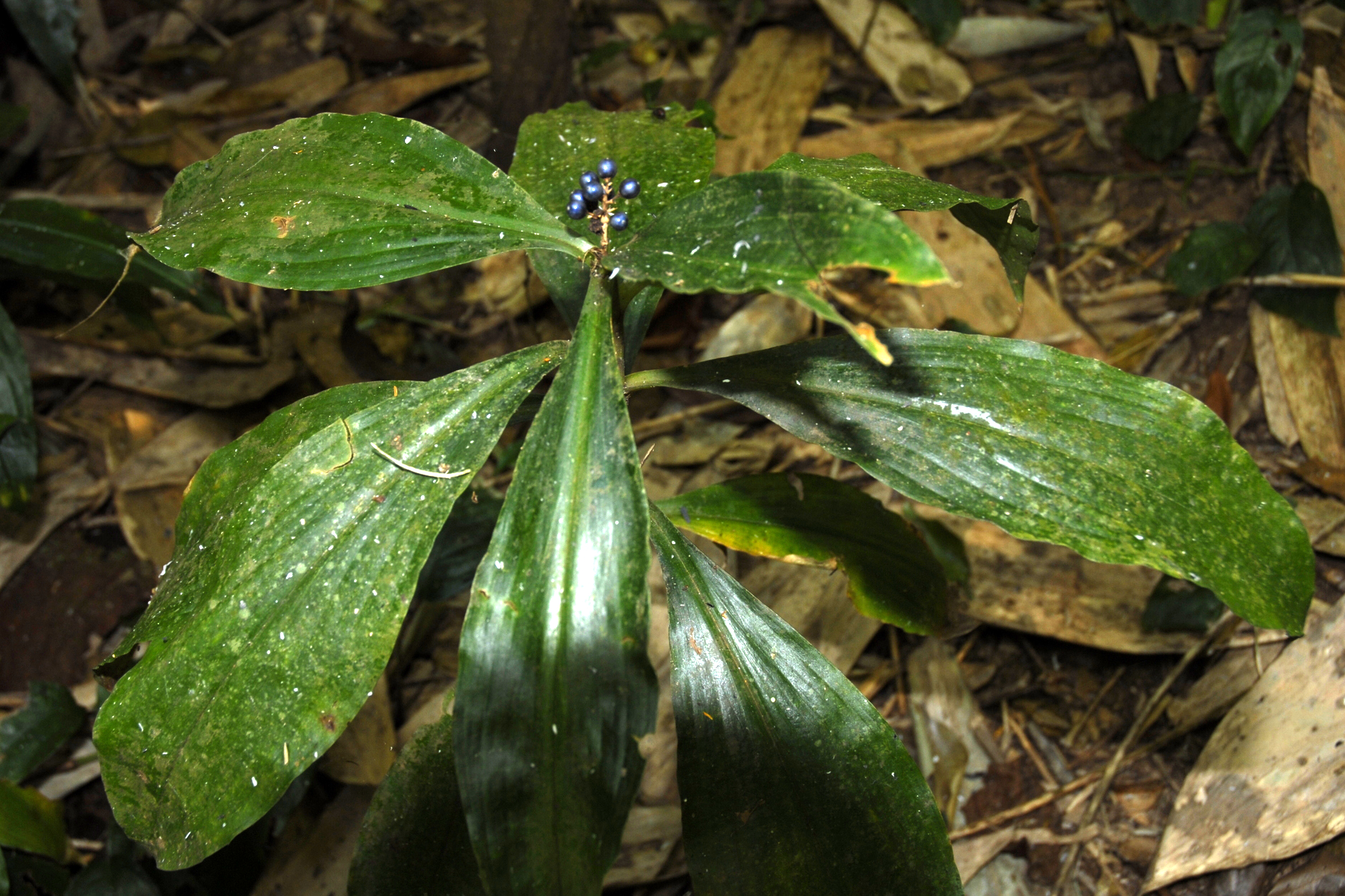
Esemplare di P. condensata

La pianta è stata originariamente descritta in Angola, nell'Africa meridionale. Ha foglie grandi, lisce e strette e fiori rosa pallido o biancastri su uno stelo lungo circa 60 cm di altezza. La capsula del frutto misura circa 4 mm di diametro.
La superficie del frutto presenta una cuticola particolarmente liscia e trasparente che riflette la luce come uno specchio (riflessione speculare). Sotto questa superficie lucida si trova uno speciale strato di cellule dotate di una microstruttura elaborata ma non pigmentata, la cui funzione è quella di riflettere la luce entro uno stretto intervallo di lunghezze d'onda. Questa colorazione strutturale è creata dalla riflessione di Bragg delle microfibrille di cellulosa impilate a spirale nelle pareti di queste cellule. La lunghezza d'onda riflessa dipende dall'altezza della pila, che varia da cella a cella. La variabilità nell'altezza della pila consente di riflettere una maggiore quantità di luce complessiva e ciò incrementa ulteriormente la lucentezza, ma fa sì che il frutto sembri leggermente pixelato.
Oltre a riflettere semplicemente la luce di una specifica lunghezza d'onda, la struttura elicoidale fa sì che la luce di altre lunghezze d'onda venga modificata in modo che la lunghezza d'onda converga entro un intervallo ristretto prima di essere riflessa, il che amplifica la luce a quella specifica lunghezza d'onda. Questo processo di interferenza costruttiva produce la colorazione più intensa tra tutti gli organismi viventi. La riflettività totale è circa il 30% di quella di uno specchio di vetro argentato, ed è la più alta di qualsiasi materiale biologico conosciuto. La colorazione intensa rende il frutto attraente per alcuni uccelli nonostante questo non abbia alcun valore nutrizionale. Gli uccelli a volte decorano il loro nido con le bacche, il che a lungo termine aiuta a disperdere i semi.
La colorazione è stata confrontata con altri colori strutturali, come quelli dell'ala delle farfalle del genere Morpho ed è stata ritenuta la più intensa conosciuta.

## Distribuzione e habitat
P. condensata è originaria di Angola, Camerun, Costa d'Avorio, Congo, Guinea Equatoriale, Etiopia, Gabon, Ghana, Guinea, Costa d'Avorio, Kenya, Liberia, Mozambico, Nigeria, Sierra Leone, Sudan, Tanzania, Togo e Uganda.